# Roger Roca
Roger Roca (Barcelona, 1976) és un periodista musical català. Actualment és director i presentador del programa Sputnik (Televisió de Catalunya), col·laborador del diari El Periódico i de la revista Rockdelux i comissari del festival In-Edit Beefeater. És guionista del documental Rossy (2010), va col·laborar en el suplement musical del diari Avui i ha escrit per a revistes especialitzades en música electrònica com Dancedelux i Dinamo. Amb el col·lectiu Imprevist, va programar les primeres sessions del cicle MP7 al CCCB. Molts anys abans, va ser membre d'una banda que va actuar en esdeveniments de la categoria del Primavera Sound i el Festival Internacional de Benicàssim.